# Великоалгашинське сільське поселення
Великоалгаши́нське сільське поселення (рос. Большеалгашинское сельское поселение) — муніципальне утворення у складі Шумерлинського району Чувашії, Росія. Адміністративний центр — село Великі Алгаші.
Станом на 2002 рік існували Великоалгашинська сільська рада (село Великі Алгаші, виселок Ахмасіха, селища Дубовка, Підборне) та Річна сільська рада (селища Кабаново, Річний). Пізніше селище Річний було передане до складу Русько-Алгашинського сільського поселення.

## Населення
Населення — 563 особи (2019, 782 у 2010, 1241 у 2002).

## Склад
До складу поселення входять такі населені пункти:
| Населений пункт     | Населення, осіб (2002) | Населення, осіб (2010) |
| ------------------- | ---------------------- | ---------------------- |
| Ахмасіха, виселок   | 8                      | 7                      |
| Великі Алгаші, село | 779                    | 458                    |
| Дубовка, селище     | 109                    | 73                     |
| Кабаново, селище    | 323                    | 209                    |
| Підборне, селище    | 22                     | 35                     |